# Rhipidia spadicithorax
Rhipidia spadicithorax är en tvåvingeart som först beskrevs av Edwards 1912.  Rhipidia spadicithorax ingår i släktet Rhipidia och familjen småharkrankar. Inga underarter finns listade i Catalogue of Life.